# Bulgurlu, Battalgazi
Bulgurlu là một xã thuộc huyện Malatya, tỉnh Malatya, Thổ Nhĩ Kỳ. Dân số thời điểm năm 2011 là 472 người.